# Мунія білоголова
Му́нія білоголова (Lonchura maja) — вид горобцеподібних птахів родини астрильдових (Estrildidae). Мешкає в Південно-Східній Азії.

## Опис

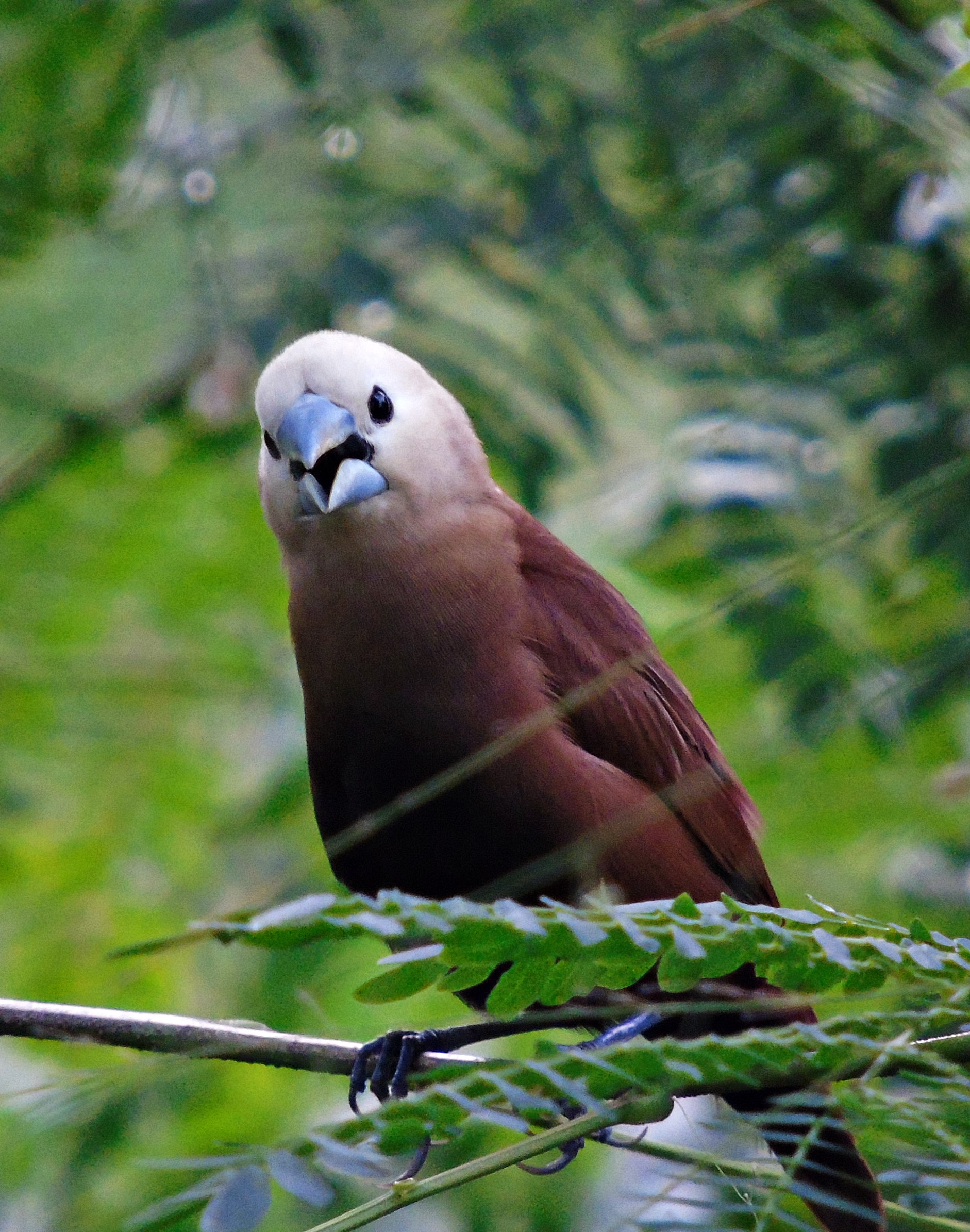
Білоголова мунія

Довжина птаха становить 11-12 см. Виду не притаманний статевий диморфізм. Голова і шия характерно білі. горло і задня частина шиї коричневі, спина і крила тьмяно-каштанові, надхвістя рудувато-коричневе, іноді з охристим відтінком. Стернові пера чорнувато-коричневі з рудувато-коричневими краями. Верхня частина грудей коричнювата, решта нижньої частини тіла чорна. Дзьоб міцний, конічної форми, сріблясто-сірий. У молодих птахів верхня частина голови охриста, нижня частина тіла у них коричнювата.

## Поширення і екологія
Білоголові мунії мешкають на Малайському півострові, Суматрі, Ява і сусідніх островах, а також на півдні В'єтнаму, в дельті Меконгу. Вони живуть в очеретяних і трав'янистих заростях на берегах водойм, на болотах, луках і рисових полях. Зустрічаються зграями, часто приєднуються до змішаних зграй птахів разом з яванськими рисівками. 
Живляться насінням трав, іноді також ягодами, плодами, пагонами і дрібними літаючими комахами. Розмножуються протягом всього року, пік гніздування припадає на другу половину сезону дощів. Гніздо кулеподібне з бічним входом, роблиться з переплетених стебел і бамбукового листя, розміщується у високій траві або в чагарниках, на висоті 1 м над землею. В кладці від 3 до 7 яєць, інкубаційний період триває приблизно 2 тижні. Будують гніздо, насиджують яйця і доглядають за пташенятами і самиці, і самці. Пташенята покидають гніздо через 3 тижні після вилуплення, однак батьки продовжують піклуватися про них ще приблизно 1 тиждень.